# 90P/Герельса
Комета Герельса 1 (90P/Gehrels) — короткопериодическая комета из семейства Юпитера, которая была открыта 11 октября 1972 года нидерландским астрономом Томом Герельсом на фотопластинке, полученной со 122-см телескопа системы Шмидта Паломарской обсерватории. Он описал её как слегка диффузный объект 19,0 m видимой звёздной величины с небольшой конденсацией в центре, без хвоста. Впоследствии комету удалось обнаруживать на фотопластинках, выставленных 14 октября. Обладает довольно большим периодом обращения вокруг Солнца — чуть более 14,95 года.
- Орбита кометы Герельса и её положение в Солнечной системе

## История наблюдений
Первый вариант орбиты кометы был рассчитан британским астрономом Брайаном Марсденом. Он доказал, что комета движется по короткопериодической орбите с датой прохождения перигелия в феврале 1973 году и периодом 15 лет. По мере поступления новых данных параметры орбиты уточнялись и в конце концов дату прохождения перигелия установили 24 января, а период обращения 14,52 года. Несмотря на небольшую яркость, всего от 18,2 до 18,7 m комета оставалась объектом пристального внимания астрономов на протяжении всей первой половины 1973 года. Последний снимок кометы в этом году удалось получить американке Элизабет Рёмер 23 сентября с помощью 229-сантиметрового телескопа обсерватории Стюарда. Рёмер также сфотографировала предсказанное положение кометы 21 октября и 31 декабря, но никаких следов этого объекта найдено не было.
Японский астроном Сюити Накано, использую данные предыдущих наблюдений, предсказал возвращение кометы в точку перигелия 14 августа 1987 года. 29 августа американский астроном J. V. Scotti из обсерватории Китт-Пик обнаружил эту комету с помощью 91-см телескопа. Он отметил, что комета имела умеренное уплотнение в центре и хвост длиной 82" секунды дуги. Единственное визуальное наблюдение этой кометы было сделано 26 октября американским астрономом Дэвидом Леви, который с помощью 154-см телескопа оценил яркость кометы в 15,0 m. В последний раз комета наблюдалась 13 марта 1988 года и имела общую магнитуду 18,1 m.
П. Роше, использую данные наблюдений 1972—1988 годов, предсказал возвращение кометы в точку перигелия 23 июня 2002 года. 10 августа комета была обнаружена чилийскими астрономами O. R. Hainaut, S. Holdstock и A. C. Delsanti с помощью 154-см телескопа обсерватории Ла-Силья. Её яркость составляла всего 20,8 m, но в ноябре-декабре её яркость по некоторым данным поднималась до 16 m. Последний раз комета наблюдалась японскими астрономами 19 февраля 2003 года и имела яркость 18,4 m.